# 萩原操
萩原 操（はぎわら みさお、1963年7月29日 - ）は、元競輪選手。現役時代は日本競輪選手会三重支部所属。日本競輪学校（当時。以下、競輪学校）第51期生。
通算635勝を挙げた父の萩原稔（4期）、兄の萩原誠（40期）、甥の萩原大（86期）もそれぞれ元選手であった。

## 来歴
三重県出身。
1980年、宇都宮競輪場で行われた国民体育大会・少年4000m速度競走で優勝。
競輪学校の在校競走成績は7位（66勝）。
1983年9月2日、大宮競輪場でデビューし、初勝利を挙げた。
1985年11月25日、第27回競輪祭全日本新人王戦（小倉競輪場）で決勝4位入賞。
1992年11月25日、第34回競輪祭で全日本競輪王決勝4位入賞。
1998年9月29日、第41回オールスター競輪（一宮競輪場）で決勝7位入賞。
2014年、1月1日付でS級1班に復帰。その後、GIである日本選手権競輪と寬仁親王牌に出場。同年7月30日、ホームバンクの松阪競輪場で行われたS級決勝戦を制し、満51歳1日の年齢で優勝を果たした。この記録は、伊藤公人が保持していたS級最年長優勝記録（49歳8ヶ月）を上回り、史上初の50歳代のS級優勝記録ともなった。さらに同年9月7日にも同地でS級最年長優勝記録を更新した（51歳1ヶ月9日）。なお、この記録は2018年1月22日に西川親幸が小倉競輪S級戦を52歳4か月22日で優勝し、更新した。
2015年7月29日にS級1班格付けのまま52歳となり、これも伊藤公人が保持していたS1最高齢記録を更新した。
2016年9月8日、青森競輪開設記念6レース・一次予選で1着。これは開設記念競輪の勝ち上がり戦史上最年長勝利記録（53歳1ヶ月10日）である。
2018年、1月1日付でA級1班へ降級。1984年1月1日より昇降班はあったもののS級に連続して在籍したが、連続S級在籍記録は34年で途切れた（歴代1位）。
同年7月1日付で再びS級2班に復帰。2019年下期までS級に在籍し、2020年1月1日付でA級1班へ降級となった。
2020年6月9日、四日市FI（ナイター）で優勝。A級1・2班を対象としたレースにおいて56歳10か月11日での優勝は、史上最年長優勝となった。
2020年下期の活躍により、2021年下期（7月1日 - 12月31日）はS級2班格付けが決まり、S級復帰と自身が持つ最年長S級在籍の記録を更新することとなった。2021年11月26日の小松島FI最終日第6レース（一般）で勝利し、最高齢S級勝利の記録を樹立。
ただ、S級に復帰してからは成績が振るわず、2022年に入り2月の防府FIを最後に長期欠場。引退する意向を弟子たちに示したところ慰留されたものの最終的に引退を決意、JKAに選手登録消除の手続きを行った。
2022年5月16日、選手登録消除。通算成績は3351戦393勝、優勝23回。

## 主な記録
- S級在籍最長記録 - 34年（1984年1月1日 - 2017年12月31日）[12]　※のち神山雄一郎が35年9か月で更新
- S級最年長在籍 - 58歳9か月
- A級1班最高齢優勝 - 56歳10か月11日[12]

## 弟子
- 橋本浩一（61期）
- 藤本辰次（62期）
- 海田和裕（65期）
- 西浦仙哉（73期）
- 鮒田博文（79期）
- 西村光太（96期）
- 谷口明正（103期）
- 神田龍（105期）
- 下井竜[13]（117期）
- 太田美穂（112期）
- 近澤諒香（118期）
- 太田瑛美（120期）